# Vanguarda Paulista
Vanguarda Paulista (também Vanguarda Paulistana) foi um movimento cultural brasileiro ocorrido na cidade de São Paulo entre 1979 e 1985. O rótulo foi criado por jornalistas e críticos musicais da cidade, tanto por seu aspecto de vanguarda, quanto, no caso da segunda denominação, como referência a um dos tempos onde os experimentalistas apresentavam suas obras: o Teatro Lira Paulistana, situado na rua Teodoro Sampaio, bairro de Pinheiros, e que posteriormente transformar-se-ia em selo musical e editora.

## Principais destaques
As principais figuras da Vanguarda foram Arrigo Barnabé, Itamar Assumpção; representando o pessoal da Vila Madalena. Do outro lado do rio, o grupo Pracianos, a partir da iniciativa de Dari Luzio, lança os artistas Pedro Lua, Le Dantas e Cordeiro, Paulo Barroso. O movimento destaca diversos artistas como Grupo Rumo e Tiago Araripe, cantoras tais como Suzana Salles, Tetê Espíndola, Eliete Negreiros, Vânia Bastos e Ná Ozzetti, cantores como Hermelino Neder, e grupos como o Premeditando o Breque, Patife Band e Língua de Trapo. Embora não tenham sido decisões articuladas, artistas do underground paulistano, criam microempresas e praticamente ''abrem suas próprias gravadoras''. Dari Luzio, um dos pioneiros do movimento, inspirou-se no artista carioca Antonio Adolfo e seu LP ''Feito em Casa''; Dari criou seu selo EKO Produções Artísticas e laçou o LP ''Bastardo''. Ao mesmo tempo Arrigo Barnabé bancava a produção do seu LP inaugural, Clara Crocodilo, por falta de interesse das grandes gravadoras. A partir daí, "produções independentes" tornaram-se marca registrada dos "alternativos". Na Vila Maria, os Pracianos, artistas que se reuniam na Praça Santo Eduardo, a famosa Praça Maldita, a partir da iniciativa independente de Dari Luzio, partem para suas próprias produções: Pedro Lua lança o Compacto Duplo Regae Livre, pelo selo EKO;  Lé Dantas e Cordeiro criam o selo Raízes e lançam o LP Brincadeira Manhã e Paulo Barroso lança o LP Vozes da Cidade.

## Sucesso de crítica
Embora em geral tenha sido bem recebida pela crítica especializada, a Vanguarda Paulista jamais foi o que se poderia chamar de sucesso de público. Restrita aos nichos alternativos, seus produtos eram consumidos por universitários e "descolados" em geral da cena paulistana. Presumivelmente, um dos nomes do período ainda lembrados pelo grande público é o da cantora Tetê Espíndola, a qual depois de suas apresentações com Arrigo Barnabé no início dos anos 1980, seguiu carreira-solo e apresentou-se seguidas vezes em programas de auditório populares. Porém, seu auge se deu em 1985, quando venceu o Festival dos Festivais com a canção Escrito nas Estrelas. O Língua de Trapo também se apresentou e foi finalista nesse mesmo festival com a canção Os Metaleiros Também Amam, a canção mais vaiada pelo público, mas, de longe, a mais engraçada.